# 白髪神社 (飯能市川崎)
白髪神社（しらひげじんじゃ）は、埼玉県飯能市の神社。

## 歴史
創建年代は不明である。当初は小久保家の氏神であったが、後に一般の村人にも開放された。『神社明細帳』によれば、1764年（宝暦14年）に再築されたとしていることから、その頃までには既に存在していたものと推測される。普門寺が別当寺であった。明治初期の神仏分離により、普門寺は別当寺の任は解かれたが、当社の神体だった白髪神（猿田彦命）像を今も所蔵している。
1872年（明治5年）、近代社格制度に基づく「村社」に列せられ、1907年（明治40年）の神社合祀により「八坂神社」が合祀されたが、後に復祀されている。

## 交通アクセス
- 路線バス西武ぶしニュータウン停留所より徒歩33分。